# قديح بطانة الرحم
قديح بطانة الرحم أو كأس بطانة الرحم (بالإنجليزية: Endometrial cup)‏ تتشكل أثناء الحمل في الأفراس وهي مصدر موجهة الغدد التناسلية المشيمية للخيول وبنية مرتبطة بالمشيمة، مشتقة من الجنين. والغرض منها هو زيادة التحمل المناعي للفرس من أجل حماية المهر النامي.

## وظيفة
أقداح بطانة الرحم فريدة من نوعها للحيوانات في عائلة الخيول، وسميت بهذا الاسم بسبب شكلها المقعر. إنها بنية مرتبطة بالمشيمة، توجد في جدار الرحم للفرس من حوالي 38 إلى 150 يوماً من الحمل. بعد حوالي 70 يوماً، يبدأون في التراجع، ويُدمروا في النهاية بواسطة الجهاز المناعي. تبدأ في التطور في حوالي 25 يوماً من الحمل، مستمدة من حزام المشيمية. في حوالي 36-38 يوماً من الحمل، تبدأ الخلايا التي ستصبح كأس بطانة الرحم في الحفر في أنسجة بطانة الرحم، من خلال الغشاء القاعدي، وفي لحمة الرحم. يبدأ غزوهم للحمة الرحم لعملية نضوج الخلايا، والتي تستغرق 2-3 أيام. يمكن أن تكون أقداح بطانة الرحم دائرية أو على شكل حرف U أو تشبه الشريط وتكون شاحبة مقارنة ببقية أنسجة بطانة الرحم. يمكن أن يتراوح حجمها من 1 سم إلى 10 سم في القطر عند أوسع نقطة. إنها تشبه القرحة في الشكل، وعندما تُفحص تحت المجهر تحتوي على خلايا ظهارية كبيرة تشبه الرقائق ونواة كبيرة.
أنها تنتج تركيزات عالية من موجهة الغدد التناسلية المشيمية الخيول، وتسمى أيضاً موجهة الغدد التناسلية في مصل الفرس الحامل، في مجرى الدم من الأفراس الحوامل. الغدد التناسلية المشيمية الخيول في الواقع هرمون منشط للجسم الأصفر في الخيول. تتصرف أقداح بطانة الرحم إلى حد ما مثل الخلايا من الأورام النقيلية، حيث تترك المشيمة وتهاجر إلى الرحم. يبدو أن الغرض منها هو العمل مع خلايا المشيمة الأخرى للتحكم في التعبير عن جينات التوافق النسيجي حتى لا تُدمر الجنين النامي بواسطة الجهاز المناعي للفرس.
وصفت أنواع مماثلة من الخلايا التي تغزو المشيمة في البشر. يعتقد أن الغرض من هذه الخلايا في كل من البشر والخيول هو التفاعل مع الجهاز المناعي للأم وزيادة التحمل المناعي للأم للجنين النامي.

## علم الأنسجة
تظهر خلايا قديح بطانة الرحم الناضجة مستديرة وتفرز موجهة الغدد التناسلية المشيمية للخيول. تحتوي جميع الخلايا باستثناء عدد قليل منها على نواتين. عندما يبدأ الجهاز المناعي للفرس في التفاعل مع وجود الحمل، تكون التغيرات النسيجية مرئية. أولاً، مع نمو قديح بطانة الرحم وتطوره، تتجمع خلايا الدم البيضاء الأم، بما في ذلك الخلايا التائية والخلايا البائية والخلايا البلعمية الكبيرة، في لحمة الرحم. يبدأون في تدمير القديح حوالي 70-80 يوماً من الحمل، ويدمروا بالكامل من 100 إلى 140 يوماً، وعند هذه النقطة ينفصل بشكل طبيعي عن بطانة الرحم.